# مدومی
مدومی (به لاتین: Medumi) یک روستا در لتونی است که در شهرداری دوگوپیلس واقع شده‌است. مدومی ۶۷۰ نفر جمعیت دارد.